# Paolo Nespoli
Paolo Angelo Nespoli (* 6. dubna 1954 v Miláně, Itálie) byl původně výsadkář italské armády, od srpna 1998 je astronautem oddílu ESA. Roku 2007 absolvoval krátkodobý kosmický let v raketoplánu Discovery na Mezinárodní vesmírnou stanici (ISS). Od prosince 2010 do května 2011 pobýval na ISS jako člen Expedic 26/27. V roce 2017 byl na ISS jako člen Expedic 52/53. Celkem strávil ve vesmíru necelých 314 dní.

## Život

### Mládí
Paolo Nespoli pochází z Milána, po absolvování lycea nastoupil na vojenskou výsadkářskou školu v Pise. Získal kvalifikaci instruktora-výsadkáře, sloužil v italských výsadkových jednotkách, v letech 1982–1984 v Libanonu. Roku 1985 se vrátil ke studiu na Polytechnické univerzitě v New Yorku, přičemž armádu opustil v hodnosti majora až o dva roky později. Roku 1988 se stal bakalářem, o rok později magistrem v oboru leteckého a kosmického strojírenství a další rok se stal inženýrem na univerzitě ve Florencii (Università degli Studi di Firenze).
Už roku 1989 získal zaměstnání ve společnosti Proel Tecnologie ve Florencii, kde se podílel na vývoji komponentů italského satelitu TSS. Od roku 1991 pracoval v kolínském Evropském astronautickém středisku (European Astronaut Centre) v oddělení přípravy astronautů. Roku 1995 přešel do Evropského střediska kosmických výzkumů a technologií (European Space Research and Technology Centre) v nizozemském Noordwijku. Podílel se přípravě experimentů programu Euromir. Následující rok byl přeložen do Johnsonova vesmírného střediska v Houstonu.

### Astronaut
Roku 1989 se dostal mezi deset finalistů 2. náboru Italské kosmické agentury (ASI), ale astronautem se nestal. V červenci 1998 byl ve 3. náboru ASI vybrán do oddílu astronautů ESA, v srpnu 1998 zahájil s dalšími členy oddílu ESA výcvik na funkci letového specialisty v Johnsonově vesmírném středisku v Houstonu.
V červnu 2006 byl zařazen do posádky letu STS-120. Místo v raketoplánu získal na základě dohod mezi NASA a ASI o stavbě tří víceúčelových modulů Italy pro NASA. Do vesmíru raketoplán Discovery odstartoval 23. října 2007. Hlavním cílem letu STS-120 bylo vynesení modulu Harmony a jeho připojení k Mezinárodní vesmírné stanici (ISS). Přistání proběhlo 7. listopadu 2007 po 15 dnech, 2 hodinách a 24 minutách pobytu astronautů v kosmu.
V listopadu 2008 bylo oznámeno Nespoliho jmenování palubním inženýrem záložní posádky Expedice 24 (start v květnu 2010) a hlavní posádky Expedice 26 se startem v listopadu 2010. V říjnu 2009 NASA jeho zařazení do Expedice 26 potvrdila.
K druhému letu odstartoval v lodi Sojuz TMA-20 z kosmodromu Bajkonur 15. prosince 2010 v 19:09 UTC ve funkci palubního inženýra lodi společně s ruským velitelem Dmitrijem Kondratěvem a Američankou Catherine Colemanovou. Po obvyklém dvoudenním letu se 17. prosince Sojuz spojil s Mezinárodní vesmírnou stanicí. Na ISS zůstal přes pět měsíců ve funkci palubního inženýra Expedic 26 a 27. Vrátil se v Sojuzu TMA-20 s Kondraťjevem a Colemanovou. Přistáli 24. května 2011 v 2:27 UTC v Kazachstánu, 147 km východně od Džezkazganu.
V červnu 2015 zahájil přípravu na další let na ISS, tentokrát jako člen Expedic 52/53, s Fjodorem Jurčichinem a Jackem Fischerem. Nicméně v říjnu 2016 byli Jurčichin s Fischerem přemístěni do Expedice 51/52 a k Nespolimu přišli Sergej Rjazanskij a Randolph Bresnik. Do vesmíru trojice odstartovala 28. července 2017 v Sojuzu MS-05, po šestihodinovém letu přistáli na ISS a zahájili práci na stanici. Ve stejné sestavě přistáli v Kazachstánu 14. prosince 2017, ve vesmíru strávili 138 dní, 16 hodin a 57 minut.
Nespoli je ženatý, má jednu dceru.